# Sikkeltrekkervis
De sikkeltrekkervis (Sufflamen bursa) is een straalvinnige vissensoort uit de familie van trekkervissen (Balistidae). De wetenschappelijke naam van de soort is voor het eerst geldig gepubliceerd in 1801 door Bloch & Schneider.